# Robin Givens
Robin Simone Givens (Nova York, 27 de novembro de 1964) é uma atriz americana de cinema, televisão e teatro.

## Biografia
Givens nasceu em Nova York, filha de Ruth Roper (nascida Newby) e Reuben Givens. Seus pais se divorciaram quando tinha dois anos de idade, e ela e sua irmã Stephanie foram criadas por sua mãe em Mt. Vernon. Givens se formou em 1980 na New Rochelle Academy, e aos 15 anos de idade se matriculou no Sarah Lawrence College. Posteriormente frequentou diversos cursos de medicina na Harvard Graduate School of Arts and Sciences.

## Carreira
Givens começou a atuar em 1985, com uma aparição no programa de televisão The Cosby Show, do comediante americano Bill Cosby, seguida por papéis na série Diff'rent Strokes, e no filme para a televisão Beverly Hills Madam, ao lado de Faye Dunaway. No mesmo ano, conseguiu seu primeiro papel de sucesso, Darlene Merriman, na sitcom Head of the Class, da ABC. A série durou cinco temporadas, terminando em 1991. Em 1989, enquanto ainda participava de Head of the Class, atuou em The Women of Brewster Place, com Oprah Winfrey, e, em 1992, no filme Boomerang. Em 1994 posou nua para a revista Playboy e ficou na 88ª posição na lista das 100 atrizes mais sexy da história do cinema da Empire Magazine, em maio de 1995.
Em 1996 interpretou Claudia no filme para a televisão The Face (também conhecido como A Face to Die For), ao lado de Yasmine Bleeth. No mesmo ano, participou da sitcom Sparks, da UPN, que durou até 1998.
Em janeiro de 2000 Givens fez uma participação especial no videoclipe "He Wasn't Man Enough", da cantora Toni Braxton, onde interpretou a esposa de um marido infiel. Retornou à indústria do entretenimento no mesmo ano como apresentadora do talk show Forgive or Forget, substituindo a apresentadora Mother Love no meio da segunda temporada do programa; a audiência teria subido após sua entrada no programa, porém logo voltou a obter baixos índices, e foi cancelada no fim da temporada.
Em 2006 Givens tentou retornar à televisão na telenovela Saints and Sinners, da MyNetworkTV, porém o programa foi cancelado após baixos índices de audiências. A atriz continuou a atuar em filmes feitos para a televisão, com aparições no programa Praise the Lord, da Trinity Broadcasting Network (12 de julho de 2007), e no programa de entrevistas Larry King Live. Em junho de 2007 lançou sua autobiografia Grace Will Lead Me Home. Nela, Givens reflete sobre a vida de sua avó, Grace, suas experiências com violência doméstica, sua forte vonta de de sobreviver após ser abandonada por seu pai, e sua fé em Deus.
Em 2008 retornou aos longa-metragens para o cinema, com o drama The Family That Preys, de Tyler Perry, e conseguiu um papel recorrente interpretando uma versão fictícia de si mesma no drama cômico The Game, do CW. Também participou do programa Tyler Perry's House of Payne, da TBS, e fez uma participação especial na série Burn Notice, da USA Network.
Além de papéis em filmes para a televisão e o cinema, também atuou no teatro. Em 2001 apareceu numa produção Off-Broadway da peça The Vagina Monologues ("Os Monólogos da Vagina"). De fevereiro a 16 de abril de 2006 interpretou Roxie Hart na peça da Broadway Chicago, e no ano seguinte excursionou pelos Estados Unidos interpretando um papel na peça Men, Money & Golddiggers, da I'm Ready Productions.
Sua aparição mais recente foi na peça A Mother's Prayer, de 2009, onde atuou ao lado de Johnny Gill, Shirley Murdock e Jermaine Crawford.

## Filmografia
| Ano  | Título                    | Papel                           | Obs.          |
| ---- | ------------------------- | ------------------------------- | ------------- |
| 1978 | The Wiz                   | Convidada na festa de tia Emma  | Não-creditada |
| 1991 | A Rage in Harlem          | Imabelle                        |               |
| 1992 | Boomerang                 | Jacqueline "Jackie/Jack" Broyer |               |
| 1994 | Foreign Student           | April                           |               |
| 1994 | Blankman                  | Kimberly Jonz                   |               |
| 1995 | Dangerous Intentions      | Kaye Ferrar                     |               |
| 1998 | Secrets                   |                                 |               |
| 2000 | Everything's Jake         | Editora                         |               |
| 2001 | The Elite                 | Ashe                            |               |
| 2002 | Book of Love              | Iyanna                          |               |
| 2002 | Antibody                  | Dr. Rachel Saverini             |               |
| 2003 | Head of State             | Kim                             |               |
| 2003 | Good Night to Die         | Dana                            |               |
| 2003 | Love Chronicles           | Monifa Burly                    |               |
| 2005 | Flip the Script           | Rain Jones                      |               |
| 2006 | Restraining Order         | Diane McNeil                    |               |
| 2008 | Queen of Media            | Wendy Williams                  |               |
| 2008 | The Family That Preys     | Abigail "Abby" Dexter           |               |
| 2008 | Little Hercules in 3-D    | Dana                            |               |
| 2009 | A Mother's Prayer         | Brenda                          |               |
| 2010 | Enemies Among Us          |                                 |               |
| 2018 | God Bless the Broken Road | Karena Williams                 |               |

| Ano        | Título                              | Papel                        | Obs.                                                |
| ---------- | ----------------------------------- | ---------------------------- | --------------------------------------------------- |
| 1985       | The Cosby Show                      | Susanne                      | Episódio: "Theo and the Older Woman"                |
| 1986       | Diff'rent Strokes                   | Ann                          | Episódio: "The Big Bribe"                           |
| 1986       | Beverly Hills Madam                 | April Baxter                 | Filme para a TV                                     |
| 1986       | Philip Marlowe, Private Eye         | Token Ware                   | Episódio "Pickup on Noon Street"                    |
| 1986– 1991 | Head of the Class                   | Darlene Merriman             | 114 episódios                                       |
| 1989       | The Penthouse                       | Dinah St. Clair              | Filme para a TV                                     |
| 1989       | The Women of Brewster Place         | Kiswana                      | Minissérie                                          |
| 1992       | Angel Street                        | Det. Anita King              | Filme para a TV                                     |
| 1992       | Angel Street                        | Det. Anita King              |                                                     |
| 1995       | Me and the Boys                     | Nina                         | Episódios: "Goldilocks" "The B Word"                |
| 1995       | The Fresh Prince of Bel-Air         | Denise                       | Episódio: "Cold Feet, Hot Body"                     |
| 1995       | Courthouse                          | Suzanne Graham               | 11 episódios                                        |
| 1996       | In the House                        | Alex                         | 3 episódios                                         |
| 1996       | A Face to Die For                   | Claudia                      | Filme para a TV                                     |
| 1996– 1998 | Sparks                              | Wilma Cuthbert               | 40 episódios                                        |
| 1997       | Moesha                              | Ladonna                      | Episódios: "Strike a Pose"                          |
| 1999       | The Love Boat: The Next Wave        | Dana Chase                   | Episódio: "Don't Judge a Book by Its Lover"         |
| 1999       | Michael Jordan: An American Hero    | Juanita Vanoy/Juanita Jordan | Filme para a TV                                     |
| 1999       | Cosby                               | Ms. Malone                   | Episódios: "Afterschool Delight" "The Vesey Method" |
| 2000       | The Expendables                     | Randy                        | Filme para a TV                                     |
| 2000       | Chicken Soup for the Soul           | Advogada                     | Episódio: "The Right Thing"                         |
| 2000       | DAG                                 | Jennifer                     | Episódio: "Jennifer Returns"                        |
| 2001       | Spinning Out of Control             | Erin                         | Filme para a TV                                     |
| 2003       | Hollywood Wives: The New Generation | Kyndra                       | Filme para a TV                                     |
| 2003– 2004 | One on One                          | Sheila                       | Episódios: "Spy Games" "Spy Games Reloaded"         |
| 2005       | Captive Hearts                      | Jade Marlo                   | Filme para a TV                                     |
| 2008       | House of Payne                      | Tanya                        | 3 episódios                                         |
| 2008       | Burn Notice                         | Kandi                        | Episódio: "Scatter Point"                           |
| 2008       | The Game                            | Ela própria                  | 3 episódios                                         |
| 2008       | Everybody Hates Chris               | Stacy                        | Episódio: "Everybody Hates Doc's"                   |
| 2010       | My Parents, My Sister & Me          | Keela Goldman                | 7 episódios                                         |
| 2010       | Drop Dead Diva                      | Ann Simpson                  | Episódio: "A Mother's Secret"                       |
| 2010       | Nikita                              | Mary Miracle                 | Episódio: "All the Way"                             |
| 2011       | Chuck                               | Jane Bentley                 | Episódio: "Chuck Versus the Masquerade"             |
| 2018       | Riverdale                           | Sierra McCoy                 | Elenco recorrente                                   |

## Prêmios e indicações
| Ano  | Prêmio             | Resultado | Categoria                             | Filme                               |
| ---- | ------------------ | --------- | ------------------------------------- | ----------------------------------- |
| 1991 | ShoWest Convention | Venceu    | Estrela Feminina do Amanhã            |                                     |
| 2004 | Black Reel Awards  | Indicada  | Melhor atriz coadjuvante de televisão | Hollywood Wives: The New Generation |